# Meistera agastyamalayana
Meistera agastyamalayana là một loài thực vật có hoa trong họ Gừng. Loài này được V. P. Thomas và Mamiyil Sabu mô tả khoa học đầu tiên năm 2012 dưới danh pháp Amomum agastyamalayanum. Năm 2018, Jana Leong-Škorničková và Mark Newman chuyển nó sang chi Meistera mới được phục hồi.

## Phân bố
Loài này có trong khu vực tây nam Ấn Độ (bang Kerala).